# Robert Klimek
Robert Klimek (ur. 1969 w Lidzbarku Welskim) – polski prehistoryk, lokalny badacz kultury Prusów oraz społeczny opiekun zabytków archeologicznych.

## Życiorys
Po maturze studiował nauki społeczne w Wyższej Szkole Pedagogicznej w Olsztynie. Następnie zajął się badaniami prehistorii Prusów i Bałtów oraz został członkiem Stowarzyszenia Miłośników Historii i Kultury Prusów „Pruthenia” w Olsztynie oraz stowarzyszenia Nasze Gady w Gadach.
Opracował i wydał szereg monografii dotyczących pruskich grodzisk, „bab pruskich” oraz wałów ziemnych. Jest znawcą języka pruskiego, bóstw bałtyjskich oraz badaczem szlaków handlowych. Współpracował z historykiem Grzegorzem Białuńskim.
Od wielu lat jest społecznym opiekunem zabytków archeologicznych w województwie warmińsko-mazurskim.

## Publikacje
- Wały podłużne w Nerwiku, gm. Purda. Towarzystwo Naukowe Pruthenia, Olsztyn 2005. (pdf)
- Terra Gunelauke. Przewodnik archeologiczny. Stowarzyszenie Nasze Gady, Gady 2008, ISBN 978-83-926764-0-9.
- Na kresach Galindii. Przewodnik archeologiczny. Stowarzyszenie Nasze Gady, Gady 2009, ISBN 978-83-926764-4-7.
- z W. Rużewiczem, A. Sulejem: Gmina Kruklanki. Historia i przyroda. Wydawnictwo Mantis, Olsztyn 2009, ISBN 978-83-926182-7-0.
- Kamienie w historii, kulturze i religii. Robert Klimek, 2010, ISBN 978-83-931080-0-8.
- Mała Barcja. Przewodnik archeologiczny. Stowarzyszenie Nasze Gady, Gady 2010, ISBN 978-83-926764-5-4.
- Grodziska nad Gubrem. W poszukiwaniu Wallewony. Wydawnictwo Kengraf, Kętrzyn 2011, ISBN 978-83-89119-49-0. (pdf)
- W poszukiwaniu zamku Georgenburg (1259), Komunikaty Mazursko-Warmińskie 4 (274), 669-678, 2011 (pdf)
- z Andrzejem S. Jadwiszczakiem (fotograf): Warmia znana i nieznana: Ługwałd, Spręcowo, Sętal, Nowe Włóki, Plutki, Gradki, Tuławki, Gady, Frączki, Studzianka, Derc, Barczewko, Maruny. Stowarzyszenie Nasze Gady, Gady 2011, ISBN 978-83-926764-9-2.
- z Grzegorzem Białuńskim: Początki Olsztyna. Przewodnik archeologiczny. Stowarzyszenie Nasze Gady, Gady 2013, ISBN 978-83-926764-6-1. (pdf)